# 1960 en Israël
Chronologie d'Israël (en)
- 1956
- 1957
- 1958
- 1959
- 1960
- 1961
- 1962
- 1963
- 1964

Cette page concerne les évènements survenus en 1960 en Israël  :

## Évènement
- février-mars : Crise de Rotem (en), confrontation entre Israël et la République arabe unie.
- mai : Enlèvement d'Adolf Eichmann, en Argentine, par le Mossad.
- 23 juin : Résolution 138 du Conseil de sécurité des Nations unies

## Sport
- Saison de football israélien 1959-1960 (en)
- Saison de football israélien 1960-1961 (en)
- Participation d'Israël aux Jeux paralympiques d'été (en) de Rome.

## Culture
- 2 mai : Festival de la chanson (en)
- Sortie de film : 
  - A Story of David (en)
  - Burning Sands (en)

## Création
- Centre sportif israélien pour les handicapés (en)
- Ein Hatzeva
- Even Menachem (en)
- Gizo (en)
- Hapoel Karmiel F.C. (en), club de football.
- Maccabi Avishai Motzkin (en), club de handball.
- Services d'incendie et de secours d'Israël (en)

## Naissance
- Erez Gerstein (en), militaire.
- Isaac Herzog, président.
- Avi Kushnir (en), acteur.
- Emmanuel Rosen (en), journaliste.

## Décès
- Avraham Arnon (en), enseignant.
- Ya'akov Cahan, poète.
- Gad Frumkin (en), magistrat.
- Zecharia Glosca (en), personnalité politique.
- Ya'akov Moshe Toledano (en), rabbin.
- Yosef Zvi HaLevy (en), rabbin.